# Isola Minore
L'Isola Minore è la più piccola delle tre esistenti nel lago Trasimeno e la più vicina a Passignano, del cui territorio fa parte. Si eleva per circa 20 m dalla superficie del lago (a 258 m s.l.m.), ha la forma di una virgola con dimensioni di circa 450 x 260 m e una superficie totale di circa 0,06 km². Dista appena 470 m dalla vicina e più grande Isola Maggiore.

## Storia

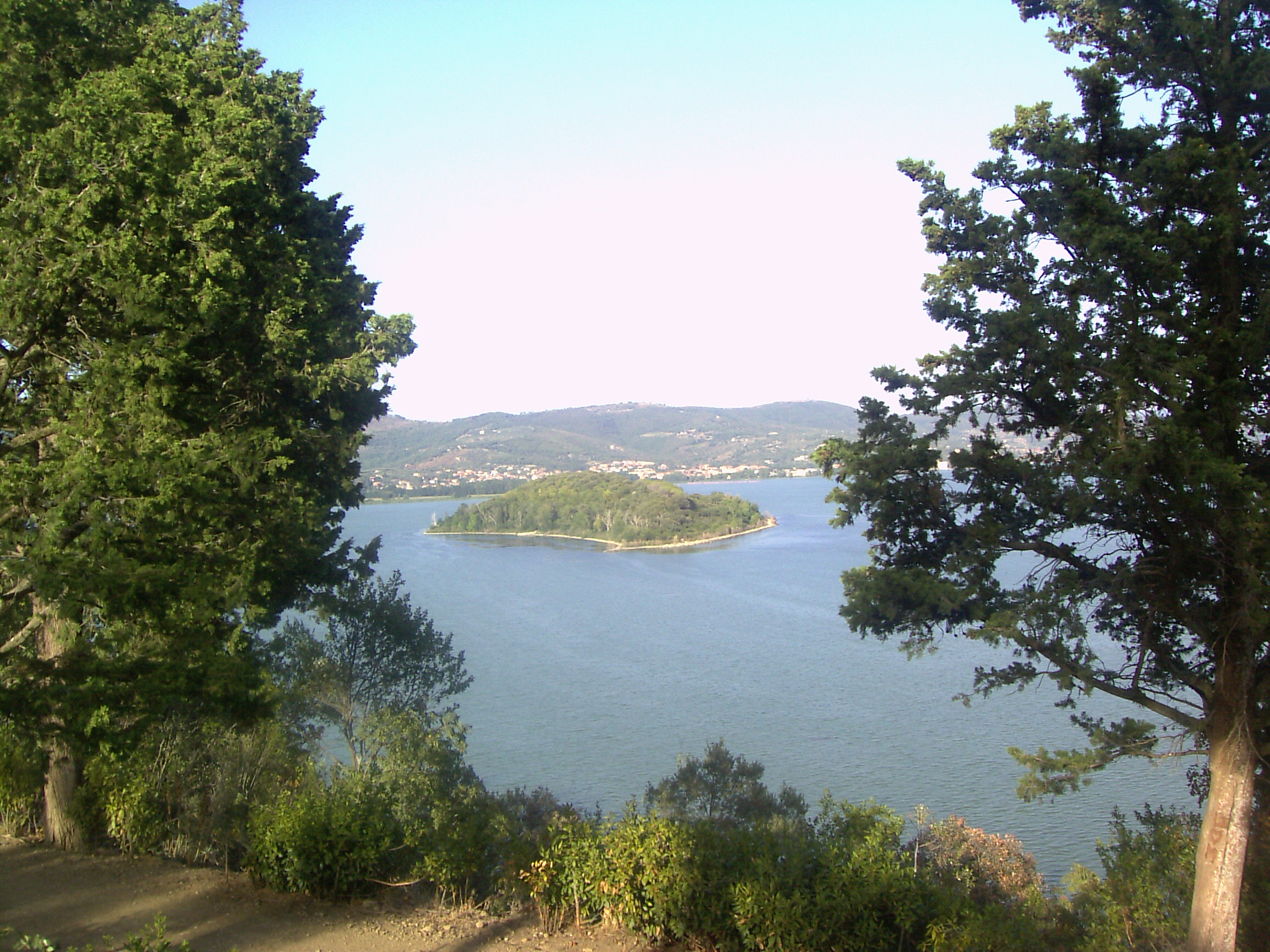
Isola Minore

Attualmente disabitata, fu popolata sino al XV secolo, quando gli abitanti decisero di traslocare dalla terraferma, per evitare le continue razzie da parte di predoni e avventurieri. Nei secoli successivi, fino ai giorni nostri, l'isola è stata solo saltuariamente occupata da eremiti. Ora appartiene ai conti Baldeschi di Perugia e non vi risiede nessuno; non è collegata con i traghetti di linea alla terraferma e non dispone di un vero e proprio molo per l'ormeggio.

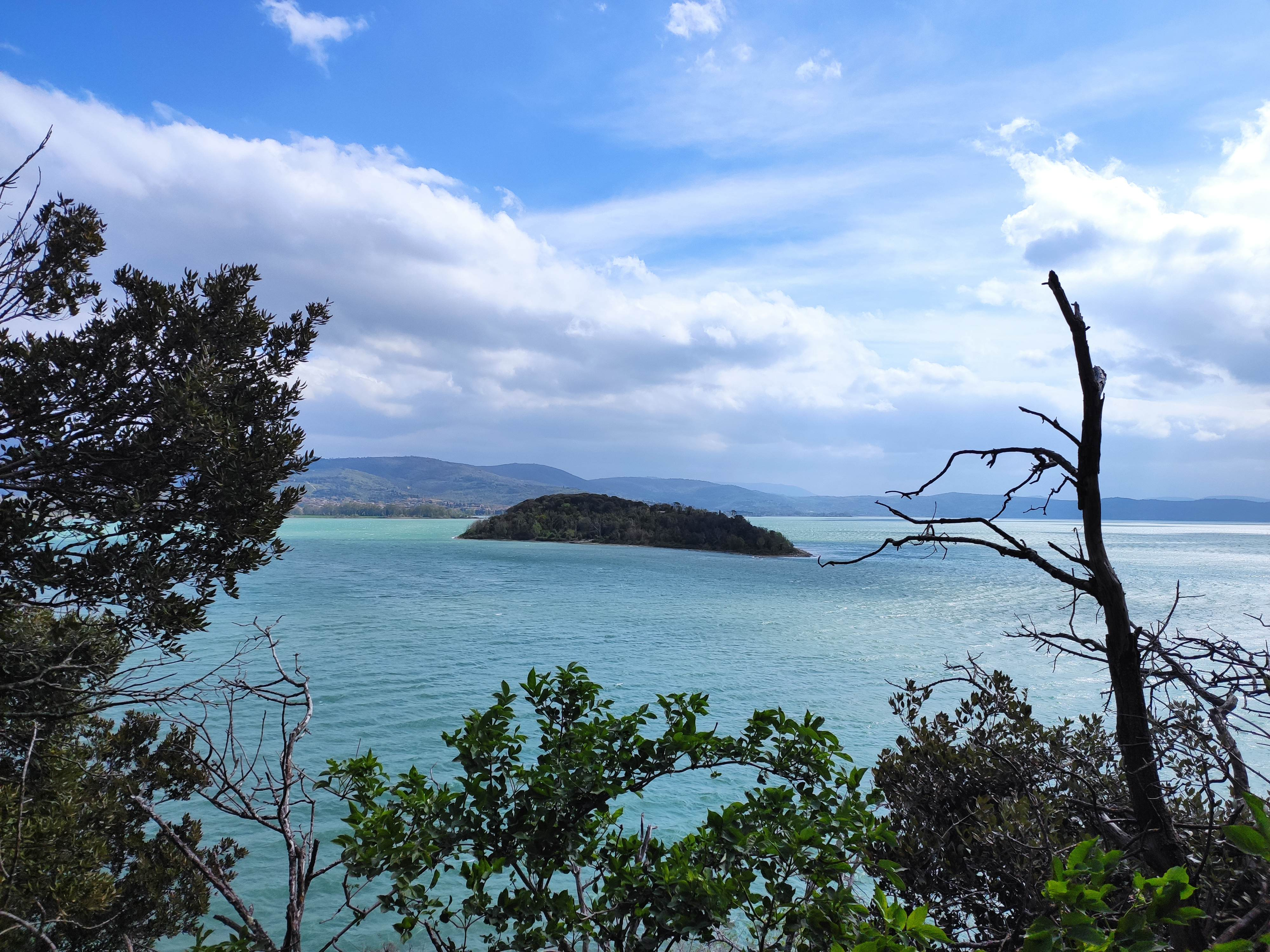
L'Isola Minore vista dalla Via Panoramica Nord di Isola Maggiore (2022)

Le notizie storiche documentate risalgono al 1130, allorché i suoi pochi abitanti combatterono con quelli dell'Isola Polvese per conseguire il predominio sul lago. Secondo lo scrittore e umanista cinquecentesco Matteo dall'Isola (autore del poema La Trasimenide, elogiativo del lago e dei suoi prodotti ittici), i nativi furono costretti a trasferirsi a Tuoro, per imposizione della magistratura perugina, a causa dei continui disaccordi tra loro. Delle tre chiese che vi erano un tempo, rimangono solo i resti di quella dedicata a santa Mustiola, abitazione fino al Settecento di un anacoreta.
L'isola è coperta da una fitta vegetazione boschiva (in cui si nota una costruzione), comprendente pini e lecci, che dà rifugio ad una nutrita colonia di cormorani che, con le loro secrezioni, rendono bianchi gli alberi e il terreno circostante.
Fino ai primi del Novecento, veniva semplicemente chiamata isoletta, perché vicina all'altra più grande.